# Георги Бакалов (медиевист)
Вижте пояснителната страница за други личности с името Георги Бакалов.
Георги Петров Бакалов е български историк, работещ в областта на средновековната балканска история, професор.

## Биография
Роден е в град Неврокоп (днес Гоце Делчев) през 1943 г. в семейството на учител. През 1963 г. завършва средното си образование в Софийската духовна семинария „Св. Иван Рилски“ в Черепиш, където баща му е бил интерниран. През 1971 г. завършва с отличие Философско-историческия факултет на Софийския университет. До 1975 г. е научен сътрудник в Института по балканистика при Българската академия на науките, секция „Византия и балканските народи през Средновековието“. Специализира в Института за Югоизточна Европа в Румъния през 1972-1973 г. От 1973 г. е назначен за хоноруван, а от 1975 г. — за редовен асистент по история на Византия в Историческия факултет на Софийския университет. През 1981 г. защитава дисертация на тема „Титулатурата на средновековните български царе и византийската титуларна практика“. През 1985 г. получава хабилитация като доцент по византийска история и започва да чете основния курс по предмета. През 1995 г. получава професорско звание с хабилитационния труд „Византия. Културно-политически очерци“ (София, 1993). Специализирал в Солунския университет, както и в Центъра по византийски проучвания в Солун.
През 1986–1990 г. е заместник-директор на Центъра за славяно-византийски проучвания „Иван Дуйчев“ при Софийския университет, от 1990 г. е заместник-декан, а от 1993 до края на 1999 г. — декан на Историческия факултет. От 2000 до 2003 г. е ръководител на катедра „История на Византия и балканските народи“. През ноември 2003 г. е избран за заместник-ректор по научноизследователската дейност, а след това и за заместник-ректор по административната дейност на Софийския университет „Св. Климент Охридски“. Чел е лекции по история на Византия, византийска култура и обща история на християнството в Югозападния университет „Неофит Рилски“, Пловдивския университет „Паисий Хилендарски“ и Великотърновския университет „Св. св. Кирил и Методий“. През септември 2009 г. е назначен за председател на Държавна агенция „Архиви“, през март 2011 г. излиза в пенсия.
Удостоен е с орден „Св. св. Кирил и Методий“ I степен, както и с почетен знак на Софийския университет със синя лента. Бил е член на Научния център за Българска национална стратегия, директор на Научния център за изследване на Българите при фондация „Тангра-ТанНакРа“, главен редактор на списанията „Български векове“ и „История“, член на няколко редакционни колегии на други научни списания.
През 2009 г. е огласен като бивш сътрудник на органите за сигурност за периода от юни 1989 до февруари 1990 г. (агент с псевдоним „Борис“, Втори отдел към Шесто управление на Държавна сигурност). Георги Бакалов публикува опровержение във вестник „Труд“.
Почива на 22 юни 2012 г. в София

## Творчество
Проф. Георги Бакалов работи научно в областта на византийската политическа и институционална история, на българската средновековна история и християнската култура на Балканите. Автор е на шест книги (в четири от тях в съавторство), 150 статии и студии и 14 учебници и учебни помагала за средното и висше училище.

### По-важни трудове
- „Средновековният български владетел. Титулатура и инсигнии“ (Наука и изкуство) С., 1985 (207 с.)
- „История на средните векове“ (Изд. „Просвета“), С., 1991 (320 с. + карти; в съавторство)
- „Въведение в християнството“ (Изд. Булвест 2000), С., 1992 (в съавторство с Тотю Коев)
- „Византия. Културно-политически очерци“ (Изд. Век 22), С., 1993, 454 с.
- „Средновековни етюди“ (ИК „Свят. Наука“), С., 1999 (216 с.) (в съавторство с Петър Ангелов)
- „Религиозни аспекти на държавната идеология в средновековна България“ / Сб. Религия и църква в България (ИК „Гутенберг“), С., 1999
- „Политическите теории във Византия“ / Философски форум, 1-2 (1999)
- „История на религиите. Университетски курс лекции“ (ИК „Гутенберг“), С., 1999 (396 с.) (в съавторство)
- „История на религиите“ (Университетско издателство „Св. Климент Охридски“), С., 2001 (224 с.) (В съавторство с Тотю Коев)
- „История на Българите. Т.I от Древността до края на XVI век“ (Изд. Знание и Труд), С., 2003 (590 с.) (в съавторство)